# یونکرس یوت ۲
یونکرس یوت ۲ (به انگلیسی: Junkers J 2) یک هواگرد ساختِ کارخانهٔ یونکرس در کشور امپراتوری آلمان است. نخستین استفاده‌کنندهٔ این هواپیما لوفت‌اشترایت‌کرفته بوده‌است. این هواگرد برای نخستین بار در ۱۱ ژوئیه ۱۹۱۶ میلادی مورد استفاده قرار گرفت.